# I. C. Brătianu, Tulcea
I. C. Brătianu là một xã thuộc hạt Tulcea, România. Dân số thời điểm năm 2002 là 1305 người.